# Eric Radford
Eric Radford (ur. 27 stycznia 1985 w Winnipeg) – kanadyjski łyżwiarz figurowy, startujący w parach sportowych z Vanessą James, a wcześniej z Meagan Duhamel. Mistrz olimpijski z Pjongczangu (2018, drużynowo), wicemistrz olimpijski z Soczi (2014, drużynowo) i brązowy medalista olimpijski z Pjongczangu (2018, w parach sportowych), uczestnik igrzysk olimpijskich (2022), dwukrotny mistrz świata (2015, 2016), dwukrotny mistrz czterech kontynentów (2013, 2015), multimedalista finału Grand Prix (zwycięstwo w 2014 roku) oraz 7-krotny mistrz Kanady. Zakończył karierę sportową 25 kwietnia 2018 roku, ale wrócił do rywalizacji z James w 2021 roku.

## Życie prywatne
Radford urodził się w Winnipeg w prowincji Kanady Manitoba, ale dzieciństwo spędził w Red Lake w Ontario. Jego rodzicami są Rick, inspektor górniczy oraz Valerie, była nauczycielka. W związku z treningami łyżwiarskimi wielokrotnie się przeprowadzał. Studiował muzykę na York University, gdzie zdobył certyfikat klasy 9. Royal Conservatory of Music. Radford potrafi grać na fortepianie, komponuje i pisze muzykę. W 2014 roku zarejestrował się jako członek Towarzystwa Kompozytorów, Autorów i Wydawców Muzycznych Kanady. W związku ze swoimi zainteresowaniami, Radford skomponował autorską muzykę do programu dowolnego w sezonie 2016/17 dla swojego kolegi z reprezentacji Kanady, Patricka Chana.
W grudniu 2014 dokonał publicznego coming outu jako gej w wywiadzie dla Outsports. Został jednocześnie pierwszym łyżwiarzem figurowym, który wyjawił swoją orientację seksualną w czasie kariery amatorskiej na najwyższym poziomie oraz został pierwszym otwartym gejem, który został mistrzem świata (tytuł w 2015 roku) W 2018 roku został ambasadorem programu #OneTeam Kanadyjskiego Komitetu Olimpijskiego walczącego z homofobią w sporcie.
10 czerwca 2017 zaręczył się z hiszpańskim łyżwiarzem figurowym, który występował w parach tanecznych, Luisem Fenero Radford i Fenero wzięli ślub 16 lipca 2019 w Hiszpanii.

## Kariera
Eric Radford rozpoczął naukę jazdy na łyżwach w wieku 8 lat zainspirowany występem Nancy Kerrigan na Zimowych Igrzyskach Olimpijskich 1992. Debiutował w zawodach juniorskich jako solista i startował w tej konkurencji w latach 2002–2005, jednocześnie od 2003 do 2005 r. występując w parach sportowych z Sarah Burke. W zawodach seniorskich wystąpił po raz pierwszy z Rachel Kirkland, z którą jeździł w latach 2005–2009. Następnie przez jeden sezon współpracował z Anne-Marie Giroux, ale ich jedynym występem były mistrzostwa Kanady na których zajęli 8. miejsce.

### Partnerstwo z Duhamel

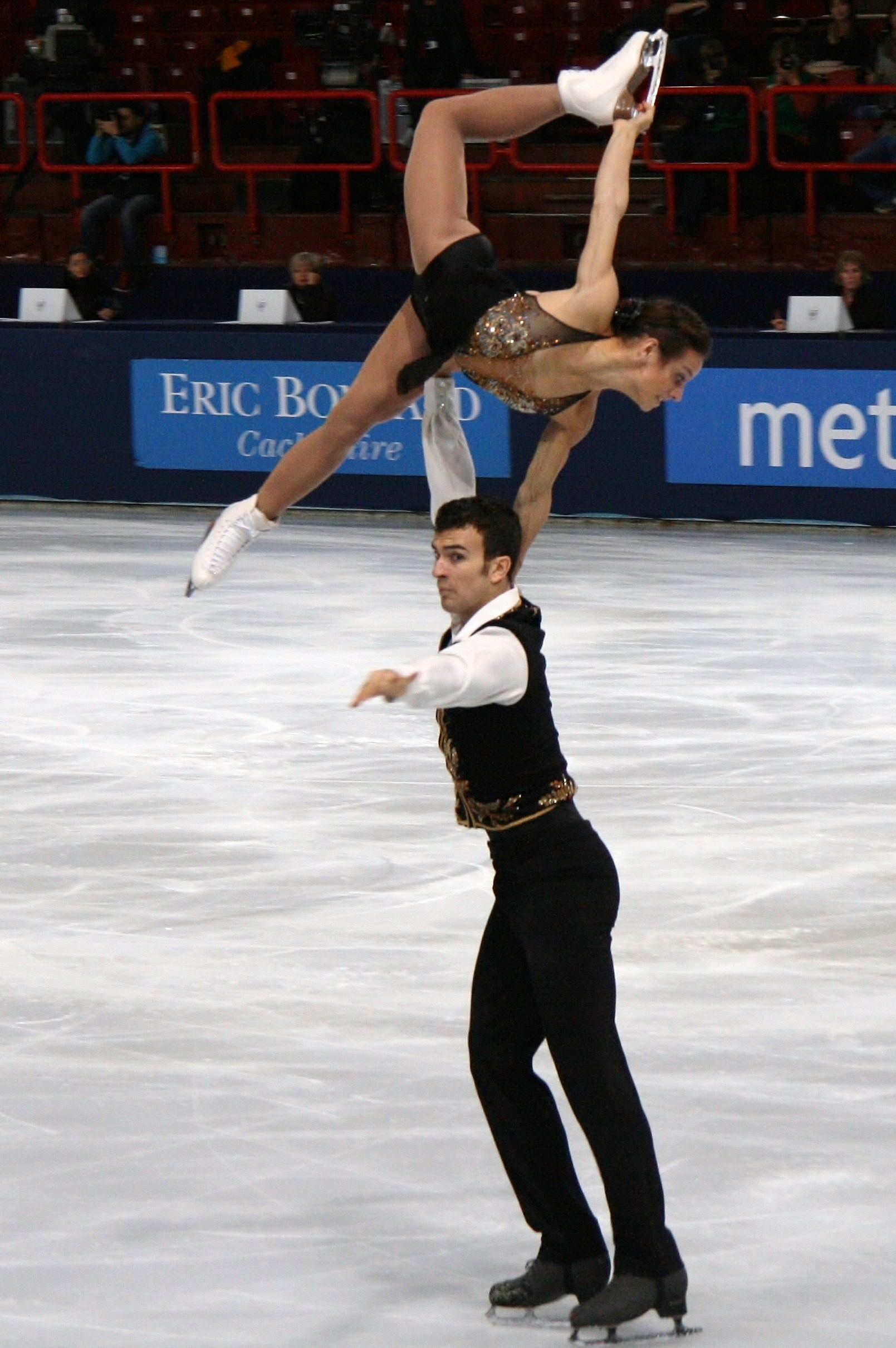
Trophée Eric Bompard 2011

W sezonie 2010/11 Radford zadebiutował w parze z Meagan Duhamel. Podczas mistrzostw Kanady zdobyli srebrny medal i kwalifikację na dwie docelowe zawody sezonu. Na mistrzostwach czterech kontynentów 2011 wywalczyli srebro, zaś na mistrzostwach świata 2011 podczas programu dowolnego Duhamel uderzyła Radforda w nos łokciem na początku tańca podczas obrotu w powietrzu. Duhamel proponowała przerwanie tańca po dostrzeżeniu krwi, ale Radford zadecydował, że nie potrzebuje przerwy. W kolejnym sezonie zaczęli regularnie stawać na podium zawodów z cyklu Grand Prix oraz rozpoczęli dominację w zawodach krajowych, która była nieprzerwana przez następne siedem lat. W 2013 r. zostali mistrzami czterech kontynentów i brązowymi medalistami mistrzostw świata w kanadyjskim London. Kolejny brązowy medal na mistrzostwach świata wywalczyli rok później. W swoim pierwszym występie na Zimowych Igrzyskach Olimpijskich 2014 zajęli siódme miejsce w konkurencji par sportowych, zaś w zawodach drużynowych zdobyli srebrny medal z reprezentacją Kanady.

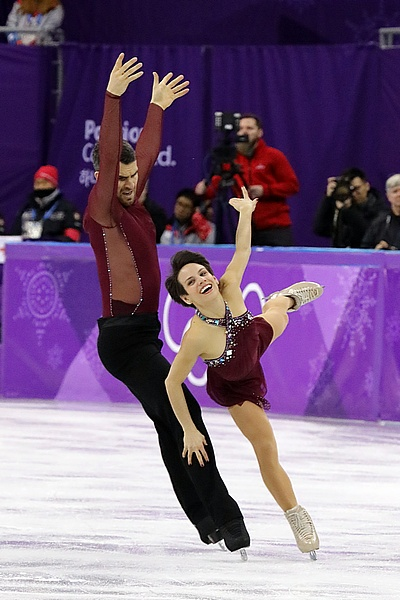
Igrzyska olimpijskie 2018

W sezonie 2014/15 byli niepokonani w sześciu zawodach międzynarodowych. Wywalczyli drugi tytuł mistrzów czterech kontynentów, pierwszy tytuł mistrzów świata i zwyciężyli w finale Grand Prix. W sezonie 2015/16 potwierdzili dominację swoim drugim tytułem mistrzów świata i zwycięstwami w zawodach Grand Prix oraz Challenger Series, ustępując jedynie rosyjskiemu duetowi Stołbowa/Klimow podczas finału Grand Prix. W sezonie 2016/17 zwyciężali w zawodach Grand Prix, a w jego finale zdobyli brązowy medal. Podczas mistrzostw czterech kontynentów 2017 przegrali jedynie z Chińczykami Sui Wenjing/Han Cong.
Sezon 2017/18 rozpoczęli od podium na zawodach z cyklu Challenger Series i Grand Prix. Podczas finału Grand Prix w Nagoi zdobyli brązowy medal i byli wymieniani w szerokiej czołówce jako pretendenci do medalu olimpijskiego. Podczas swoich drugich Zimowych Igrzysk Olimpijskich 2018 w Pjongczangu zaprezentowali się w zawodach drużynowych, gdzie razem z drużyną Kanady zostali mistrzami olimpijskimi. W tańcu krótkim zajęli drugie miejsce za Rosjanami, zaś w programie dowolnym byli najlepsi. Był to ich największy sukces w karierze i drugi medal olimpijski. W konkurencji par sportowych zdobyli 76.82 pkt za program krótki i 153.33 pkt za program dowolny, co pozwoliło im wywalczyć brązowy medal olimpijski przegrywając jedynie z duetem Sawczenko/Massot i Wenjing/Cong. Duhamel i Radford zdecydowali się nie brać udziału w mistrzostwach świata 2018 przez co występ na igrzyskach był ich ostatnim w karierze. Obydwoje zakończyli karierę 15 lutego 2018 r., a oficjalne potwierdzenie wystosowano 25 kwietnia 2018 r. Po zakończeniu kariery Radford chce zająć się kompozycją muzyki do programów łyżwiarskich oraz karierą trenerską.

## Osiągnięcia

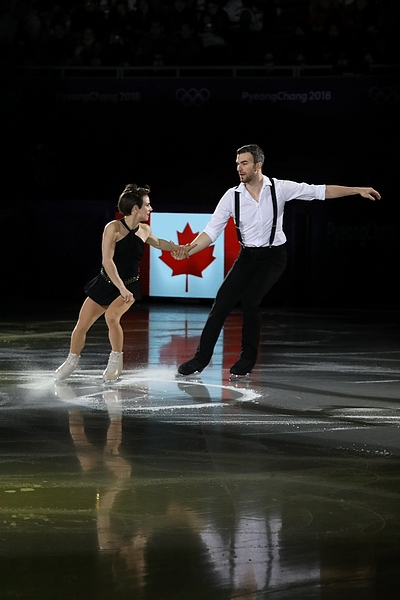
Występ na gali mistrzów IO 2018

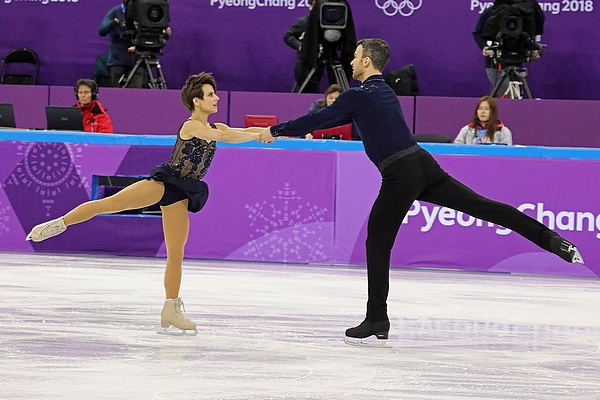
Igrzyska olimpijskie 2018

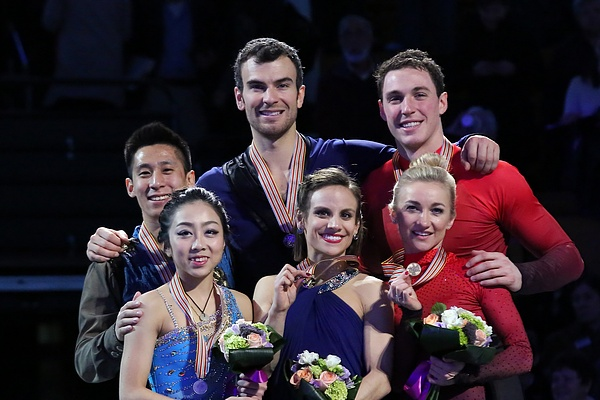
Mistrzostwa świata 2016

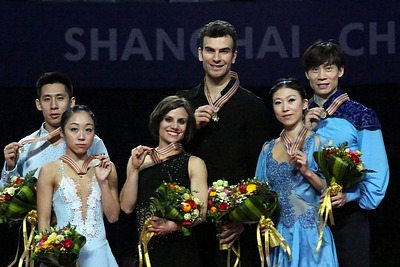
Mistrzostwa świata 2015

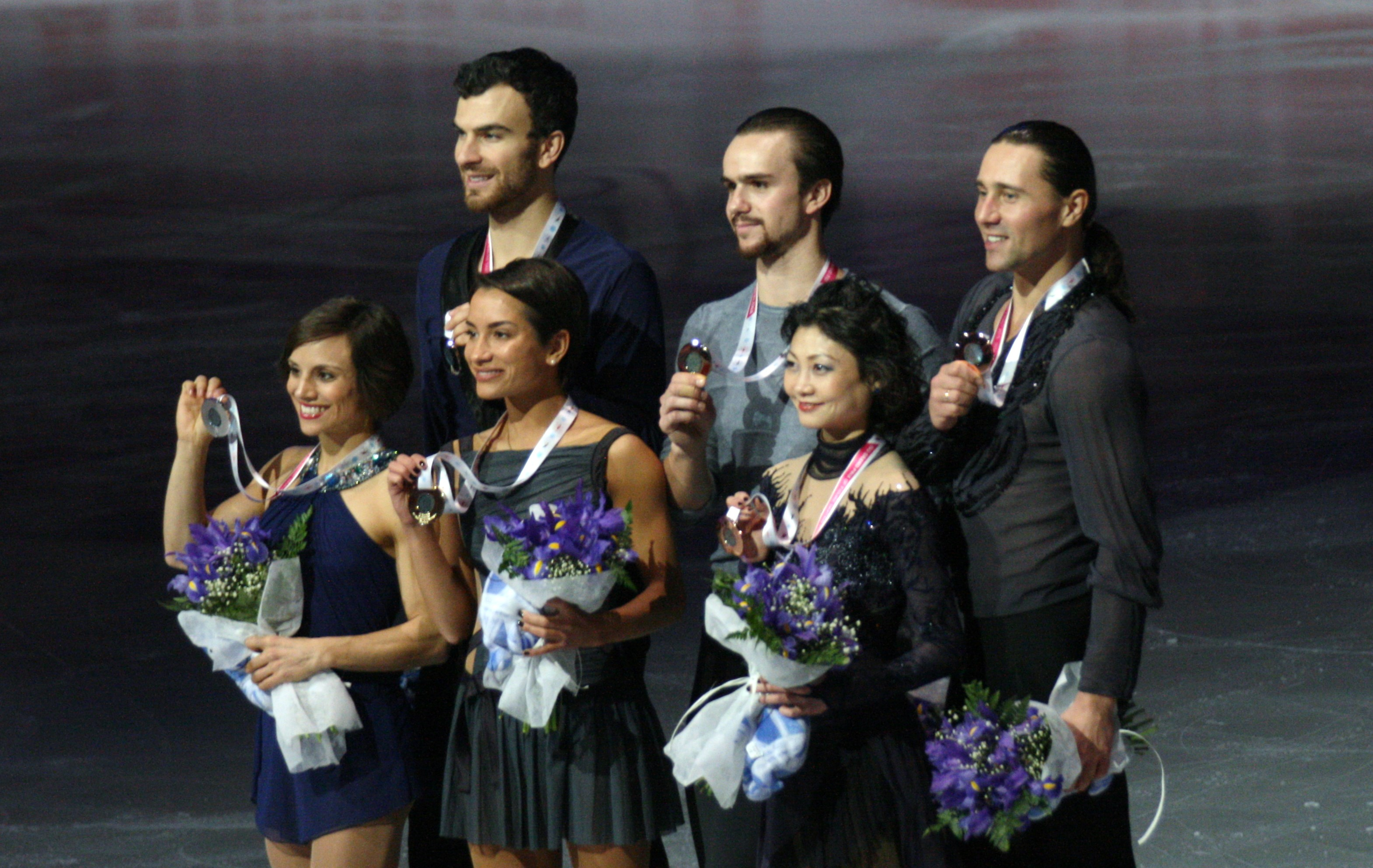
Finał Grand Prix 2015

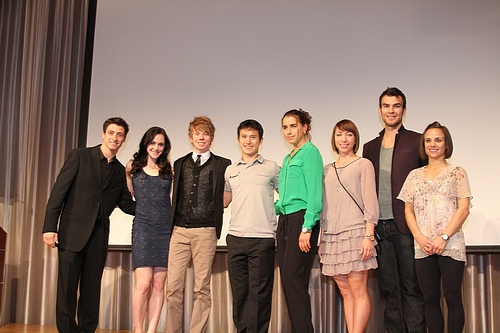
Reprezentacja Kanady na World Team Trophy 2012

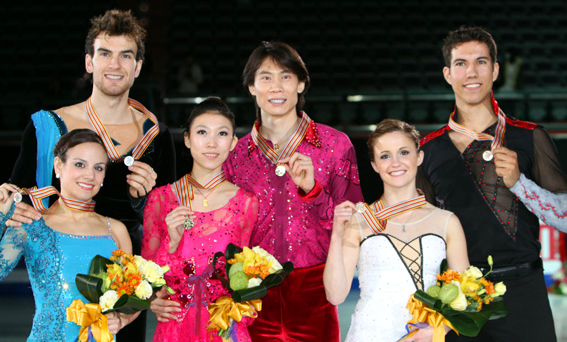
Mistrzostwa czterech kontynentów 2011

### Pary sportowe

#### Z Vanessą James
| Zawody                          | 21–22          |                |                |                |                |                |                |                |                |                |                |                |                |                |                |                |                |
| Międzynarodowe                  | Międzynarodowe | Międzynarodowe | Międzynarodowe | Międzynarodowe | Międzynarodowe | Międzynarodowe | Międzynarodowe | Międzynarodowe | Międzynarodowe | Międzynarodowe | Międzynarodowe | Międzynarodowe | Międzynarodowe | Międzynarodowe | Międzynarodowe | Międzynarodowe | Międzynarodowe |
| ------------------------------- | -------------- | -------------- | -------------- | -------------- | -------------- | -------------- | -------------- | -------------- | -------------- | -------------- | -------------- | -------------- | -------------- | -------------- | -------------- | -------------- | -------------- |
| Zimowe igrzyska olimpijskie     | 12             |                |                |                |                |                |                |                |                |                |                |                |                |                |                |                |                |
| Mistrzostwa świata              | 3              |                |                |                |                |                |                |                |                |                |                |                |                |                |                |                |                |
| GP Skate Canada International   | 4              |                |                |                |                |                |                |                |                |                |                |                |                |                |                |                |                |
| GP Internationaux de France     | 4              |                |                |                |                |                |                |                |                |                |                |                |                |                |                |                |                |
| CS Autumn Classic International | 2              |                |                |                |                |                |                |                |                |                |                |                |                |                |                |                |                |
| CS Golden Spin of Zagreb        | 4              |                |                |                |                |                |                |                |                |                |                |                |                |                |                |                |                |
| CS Finlandia Trophy             | 5              |                |                |                |                |                |                |                |                |                |                |                |                |                |                |                |                |
| Krajowe                         |                |                |                |                |                |                |                |                |                |                |                |                |                |                |                |                |                |
| Mistrzostwa Kanady              | WD             |                |                |                |                |                |                |                |                |                |                |                |                |                |                |                |                |

#### Z Meagan Duhamel
| Zawody                           | 10–11          | 11–12          | 12–13          | 13–14          | 14–15          | 15–16          | 16–17          | 17–18          |                |                |                |                |                |                |                |                |                |
| Międzynarodowe                   | Międzynarodowe | Międzynarodowe | Międzynarodowe | Międzynarodowe | Międzynarodowe | Międzynarodowe | Międzynarodowe | Międzynarodowe | Międzynarodowe | Międzynarodowe | Międzynarodowe | Międzynarodowe | Międzynarodowe | Międzynarodowe | Międzynarodowe | Międzynarodowe | Międzynarodowe |
| -------------------------------- | -------------- | -------------- | -------------- | -------------- | -------------- | -------------- | -------------- | -------------- | -------------- | -------------- | -------------- | -------------- | -------------- | -------------- | -------------- | -------------- | -------------- |
| Igrzyska olimpijskie             |                |                |                | 7              |                |                |                | 3              |                |                |                |                |                |                |                |                |                |
| Mistrzostwa świata               | 7              | 5              | 3              | 3              | 1              | 1              | 7              | WD             |                |                |                |                |                |                |                |                |                |
| Mistrzostwa czterech kontynentów | 2              | 4              | 1              |                | 1              | WD             | 2              |                |                |                |                |                |                |                |                |                |                |
| GP Finał Grand Prix              |                | 5              | 4              | 5              | 1              | 2              | 3              | 3              |                |                |                |                |                |                |                |                |                |
| GP NHK Trophy                    |                |                |                |                | 1              | 1              | 1              |                |                |                |                |                |                |                |                |                |                |
| GP Skate America                 |                |                |                |                |                |                |                | 3              |                |                |                |                |                |                |                |                |                |
| GP Skate Canada International    | 5              | 3              | 2              | 3              | 1              | 1              | 1              | 1              |                |                |                |                |                |                |                |                |                |
| GP Trophée Eric Bompard          |                | 3              | 2              | 2              |                |                |                |                |                |                |                |                |                |                |                |                |                |
| CS Autumn Classic International  |                |                |                |                | 1              |                |                | 2              |                |                |                |                |                |                |                |                |                |
| CS Finlandia Trophy              |                |                |                |                |                |                | 1              |                |                |                |                |                |                |                |                |                |                |
| Autumn Classic International     |                |                |                |                |                | 1              |                |                |                |                |                |                |                |                |                |                |                |
| Nebelhorn Trophy                 | 3              |                |                |                |                |                |                |                |                |                |                |                |                |                |                |                |                |
| Krajowe                          |                |                |                |                |                |                |                |                |                |                |                |                |                |                |                |                |                |
| Mistrzostwa Kanady               | 2              | 1              | 1              | 1              | 1              | 1              | 1              | 1              |                |                |                |                |                |                |                |                |                |
| Zawody drużynowe                 |                |                |                |                |                |                |                |                |                |                |                |                |                |                |                |                |                |
| Igrzyska olimpijskie             |                |                |                | 2              |                |                |                | 1              |                |                |                |                |                |                |                |                |                |
| World Team Trophy                |                | 3 T 2 P        | 2 T 2 P        |                |                |                |                |                |                |                |                |                |                |                |                |                |                |
| Team Challenge Cup               |                |                |                |                |                | 1 T 1 P        |                |                |                |                |                |                |                |                |                |                |                |

#### Z Anne-Marie Giroux
| Mistrzostwa Kanady | 8 |

#### Z Rachel Kirkland
| Zawody                        | 05–06          | 06–07          | 07–08          | 08–09          |                |                |                |                |                |                |                |                |                |                |                |                |                |
| Międzynarodowe                | Międzynarodowe | Międzynarodowe | Międzynarodowe | Międzynarodowe | Międzynarodowe | Międzynarodowe | Międzynarodowe | Międzynarodowe | Międzynarodowe | Międzynarodowe | Międzynarodowe | Międzynarodowe | Międzynarodowe | Międzynarodowe | Międzynarodowe | Międzynarodowe | Międzynarodowe |
| ----------------------------- | -------------- | -------------- | -------------- | -------------- | -------------- | -------------- | -------------- | -------------- | -------------- | -------------- | -------------- | -------------- | -------------- | -------------- | -------------- | -------------- | -------------- |
| GP Skate Canada International |                |                |                | 6              |                |                |                |                |                |                |                |                |                |                |                |                |                |
| Nebelhorn Trophy              |                |                | 4              | 7              |                |                |                |                |                |                |                |                |                |                |                |                |                |
| Krajowe                       |                |                |                |                |                |                |                |                |                |                |                |                |                |                |                |                |                |
| Mistrzostwa Kanady            | 2 J            | 5              | 5              | 7              |                |                |                |                |                |                |                |                |                |                |                |                |                |

#### Z Sarah Burke
| Zawody                                | 03–04                                 | 04–05                                 |                                       |                                       |                                       |                                       |                                       |                                       |                                       |                                       |                                       |                                       |                                       |                                       |                                       |                                       |                                       |                                       |
| Międzynarodowe: Kategorie młodzieżowe | Międzynarodowe: Kategorie młodzieżowe | Międzynarodowe: Kategorie młodzieżowe | Międzynarodowe: Kategorie młodzieżowe | Międzynarodowe: Kategorie młodzieżowe | Międzynarodowe: Kategorie młodzieżowe | Międzynarodowe: Kategorie młodzieżowe | Międzynarodowe: Kategorie młodzieżowe | Międzynarodowe: Kategorie młodzieżowe | Międzynarodowe: Kategorie młodzieżowe | Międzynarodowe: Kategorie młodzieżowe | Międzynarodowe: Kategorie młodzieżowe | Międzynarodowe: Kategorie młodzieżowe | Międzynarodowe: Kategorie młodzieżowe | Międzynarodowe: Kategorie młodzieżowe | Międzynarodowe: Kategorie młodzieżowe | Międzynarodowe: Kategorie młodzieżowe | Międzynarodowe: Kategorie młodzieżowe | Międzynarodowe: Kategorie młodzieżowe |
| ------------------------------------- | ------------------------------------- | ------------------------------------- | ------------------------------------- | ------------------------------------- | ------------------------------------- | ------------------------------------- | ------------------------------------- | ------------------------------------- | ------------------------------------- | ------------------------------------- | ------------------------------------- | ------------------------------------- | ------------------------------------- | ------------------------------------- | ------------------------------------- | ------------------------------------- | ------------------------------------- | ------------------------------------- |
| JGP w Czechach                        | 6                                     |                                       |                                       |                                       |                                       |                                       |                                       |                                       |                                       |                                       |                                       |                                       |                                       |                                       |                                       |                                       |                                       |                                       |
| JGP na Węgrzech                       |                                       | 5                                     |                                       |                                       |                                       |                                       |                                       |                                       |                                       |                                       |                                       |                                       |                                       |                                       |                                       |                                       |                                       |                                       |
| Krajowe                               |                                       |                                       |                                       |                                       |                                       |                                       |                                       |                                       |                                       |                                       |                                       |                                       |                                       |                                       |                                       |                                       |                                       |                                       |
| Mistrzostwa Kanady                    |                                       | 4 J                                   |                                       |                                       |                                       |                                       |                                       |                                       |                                       |                                       |                                       |                                       |                                       |                                       |                                       |                                       |                                       |                                       |

### Soliści
| Zawody                                | 02–03                                 | 03–04                                 | 04–05                                 |                                       |                                       |                                       |                                       |                                       |                                       |                                       |                                       |                                       |                                       |                                       |                                       |                                       |                                       |                                       |
| Międzynarodowe: Kategorie młodzieżowe | Międzynarodowe: Kategorie młodzieżowe | Międzynarodowe: Kategorie młodzieżowe | Międzynarodowe: Kategorie młodzieżowe | Międzynarodowe: Kategorie młodzieżowe | Międzynarodowe: Kategorie młodzieżowe | Międzynarodowe: Kategorie młodzieżowe | Międzynarodowe: Kategorie młodzieżowe | Międzynarodowe: Kategorie młodzieżowe | Międzynarodowe: Kategorie młodzieżowe | Międzynarodowe: Kategorie młodzieżowe | Międzynarodowe: Kategorie młodzieżowe | Międzynarodowe: Kategorie młodzieżowe | Międzynarodowe: Kategorie młodzieżowe | Międzynarodowe: Kategorie młodzieżowe | Międzynarodowe: Kategorie młodzieżowe | Międzynarodowe: Kategorie młodzieżowe | Międzynarodowe: Kategorie młodzieżowe | Międzynarodowe: Kategorie młodzieżowe |
| ------------------------------------- | ------------------------------------- | ------------------------------------- | ------------------------------------- | ------------------------------------- | ------------------------------------- | ------------------------------------- | ------------------------------------- | ------------------------------------- | ------------------------------------- | ------------------------------------- | ------------------------------------- | ------------------------------------- | ------------------------------------- | ------------------------------------- | ------------------------------------- | ------------------------------------- | ------------------------------------- | ------------------------------------- |
| JGP w Czechach                        |                                       | 11                                    |                                       |                                       |                                       |                                       |                                       |                                       |                                       |                                       |                                       |                                       |                                       |                                       |                                       |                                       |                                       |                                       |
| JGP w Kanadzie                        | 13                                    |                                       |                                       |                                       |                                       |                                       |                                       |                                       |                                       |                                       |                                       |                                       |                                       |                                       |                                       |                                       |                                       |                                       |
| Copenhagen Trophy                     |                                       | 3 J                                   |                                       |                                       |                                       |                                       |                                       |                                       |                                       |                                       |                                       |                                       |                                       |                                       |                                       |                                       |                                       |                                       |
| Triglav Trophy                        | 5 J                                   |                                       |                                       |                                       |                                       |                                       |                                       |                                       |                                       |                                       |                                       |                                       |                                       |                                       |                                       |                                       |                                       |                                       |
| Krajowe                               |                                       |                                       |                                       |                                       |                                       |                                       |                                       |                                       |                                       |                                       |                                       |                                       |                                       |                                       |                                       |                                       |                                       |                                       |
| Mistrzostwa Kanady                    | 4 J                                   | 1 J                                   | 15                                    |                                       |                                       |                                       |                                       |                                       |                                       |                                       |                                       |                                       |                                       |                                       |                                       |                                       |                                       |                                       |